# Kristian Klarskov
Kristian Klarskov (født 30. oktober 1975 i Skagen) er en dansk erhvervsmand og politiker.
Ved Folketingsvalget 2022 blev han valgt ind i Folketinget for Moderaterne i Nordjyllands Storkreds, hvor han var parties spidskandidat. Klarskov forlod Folketinget under en måned senere den 23. november 2022 efter kritik i flere medier, hvor det kom frem, at han ikke var en succesfuld iværksætter, hvilket partiet ellers havde givet udtryk for.
Ved valget havde han modtaget 1.772 personlige stemmer.